# Frausdots
Frausdots is een Amerikaanse band uit Los Angeles.

## Bezetting
- Brent Rademaker[4] (basgitaar, voorheen The Tyde en The Beachwood Sparks)
- Michelle Loiselle[5] (voorheen achtergrondzangeres voor Guns N' Roses)
- Carl Tapia[6]
- Roger Brogan[7] (drums)
- Exiquio Talavera
- David Baum[8]

## Geschiedenis
Hun debuutalbum Couture, Couture, Couture bevatte gastoptredens van Roger O'Donnell (The Cure), Rob Campanella en Hunter Crowley (Brian Jonestown Massacre) en Mia Doi Todd.

## Discografie

### Albums
- 2004: Couture, Couture, Couture